# Oude Doelenstraat (Amsterdam)

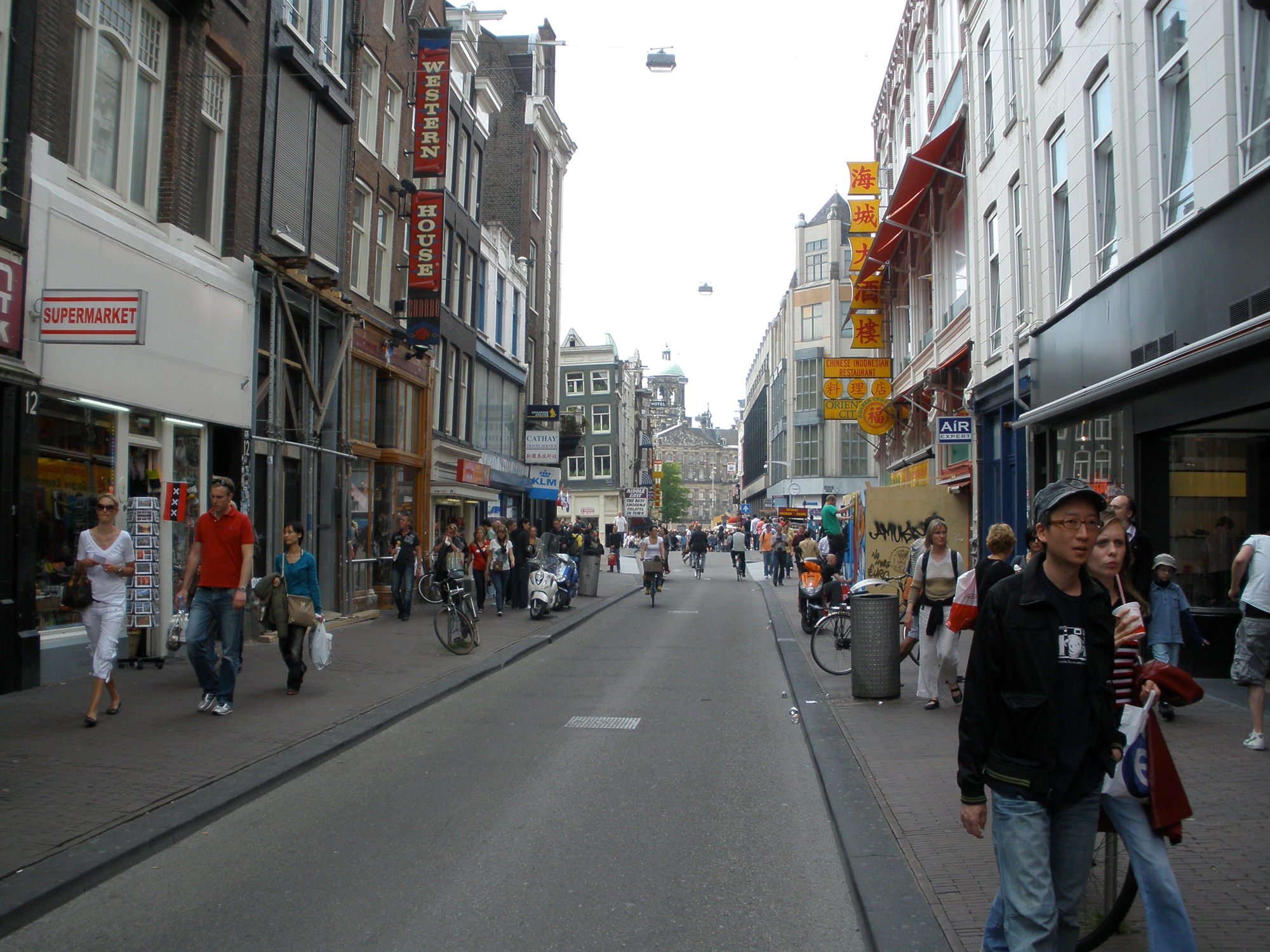
Oude Doelenstraat gezien in westelijke richting. Op de achtergrond is het Paleis op de Dam zichtbaar.

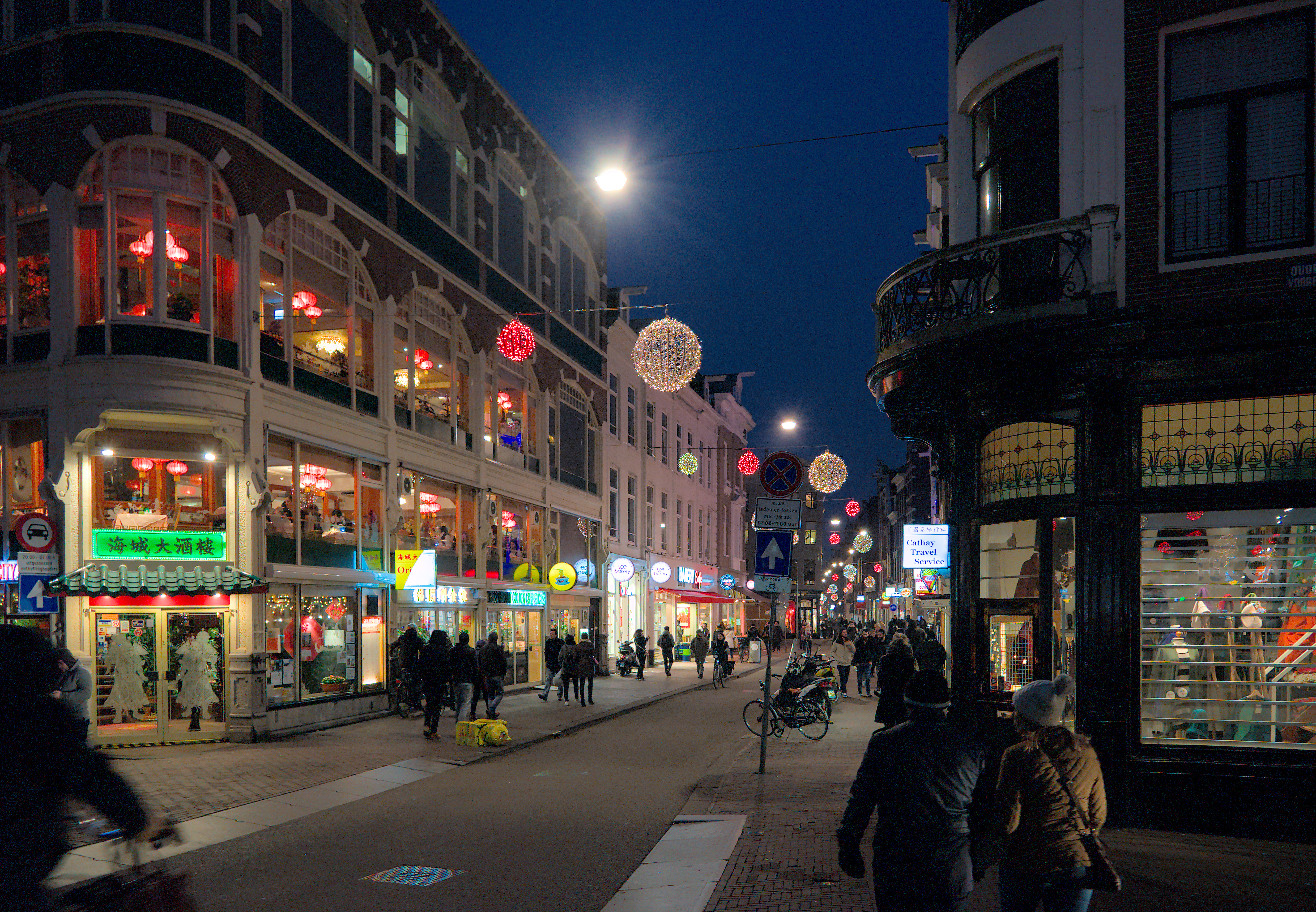
Oude Doelenstraat in de avond.

De Oude Doelenstraat is een straat in Amsterdam-Centrum, ten oosten van de Dam, die de Damstraat verbindt met de Oude Hoogstraat. De straat loopt in min of meer oostelijke richting tussen de Varkenssluis (brug 204) over de Oudezijds Voorburgwal en de Paulusbroedersluis (brug 215, vernoemd naar het voormalige Sint-Paulusbroederklooster) over de Oudezijds Achterburgwal.
De Oude Doelenstraat vormt een deel van de zuidgrens van het prostitutiegebied op de Wallen. De straat is van oudsher een winkelstraat en maakt deel uit van de, deels autovrije, route vanaf de Dam - Damstraat – Oude Doelenstraat – Oude Hoogstraat - Nieuwe Hoogstraat. Er is veel op toerisme gerichte bedrijvigheid, waaronder coffeeshops, souvenirwinkels en horeca.
De Oude Doelenstraat heeft voetpaden. Het fietspad is verdiept aangelegd. Het doel van de paden wordt, vooral door wandelende toeristen, niet altijd begrepen.
Als deel van het zogenaamde Project 1012 wil het stadsbestuur de straat opschonen van zogenaamde "criminogene functies", onder meer door het aankopen van vastgoed.

## Geschiedenis
Vanaf de middeleeuwen vormde de Oude Doelenstraat een deel van de belangrijkste oost-westas van Amsterdam, die van de Dam naar de Sint Antoniesdijk liep, destijds de oostgrens van de stad.
De naam van de Oude Doelenstraat verwijst naar de Oude Doelen, de eerste doelen van de stad. In dit gebouw uit 1382 kwam de plaatselijke schutterij bijeen om te oefenen. Begin 16e eeuw werd dit gebouw gesloopt om de straat te verbreden. Het werd vervangen door drie nieuwe doelens, waaronder de Kloveniersdoelen, waarnaar de Nieuwe Doelenstraat vernoemd is.